# Franz Hahn (Politiker)
Franz Hahn (* 1. März 1897 in Hohenstein, Landkreis Danzig; † 1963 in Cottbus) war ein deutscher Technologe für Betriebstechnik und Politiker der DDR-Blockpartei National-Demokratische Partei Deutschlands (NDPD).

## Leben
Hahn war der Sohn eines Arbeiters. Nach dem Besuch der Volksschule nahm er eine Ausbildung zum Kontoristen auf und war von 1914 bis 1952 bei der Deutschen Reichsbahn beschäftigt, zuletzt als Bahnhofsvorsteher. Später war er als Technologe für Betriebstechnik am Reichsbahnamt Cottbus tätig.

## Politik
Hahn trat 1948 nach dem Zweiten Weltkrieg der in der Sowjetischen Besatzungszone neugegründeten NDPD bei und übernahm leitende Parteifunktionen auf Kreis- und auf Bezirksebene in Cottbus.
In den beiden Wahlperioden von 1950 bis 1954 und von 1954 bis 1958 war Hahn Mitglied der NDPD-Fraktion in der Volkskammer der DDR.